# Haqqi al-Azm

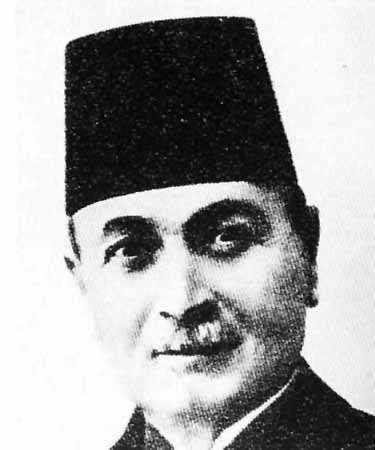
Haqqi Bey al-Azm

Haqqi Bey al-Azm (arabisch حقي العظم Ḥaqqī al-‘Aẓm; * 1864 in Damaskus, Osmanisches Reich; † 1955 ebenda) war ein syrischer und osmanischer Politiker. Er war der erste Ministerpräsident Syriens und diente unter anderem auch als Innenminister.

## Leben
Der Sunnit entstammte der al-Azm-Familie und erhielt seine Ausbildung an der osmanischen Militärakademie in Istanbul. Bereits im osmanischen Reich war er Mitglied der Regierung, setzte sich für Föderalismus ein und befürwortete eine Eigenständigkeit der arabischen Gebiete. Er war Mitgründer der „Osmanischen Gesellschaft für Verwaltungsdezentralisierung“. Ab Februar 1907 gab diese Partei eine eigene Zeitschrift mit dem Titel „Die osmanische Konsultation“ (aš-šūrā al-ʿUṯmānīya) heraus, deren türkischen Teil Haqqi Bey redigierte, während sein Cousin Rafīq Bey für den arabischen Teil verantwortlich war.
Nachdem in Syrien während des Ersten Weltkrieges im Januar 1915 verschiedene arabische Notabeln wegen Verrats von osmanischen Behörden gehängt worden waren, halfen Haqqi Bey und Rafiq Bey bei der Verbreitung eines Flugblatts in Syrien, das die Bevölkerung zur Zusammenarbeit mit den Briten aufforderte und weitere Einweisungen enthielt. Nach Beginn der Mandatsherrschaft Frankreichs wurde Haqqi Bey zunächst 1921 erster Gouverneur des Staats Damaskus. Am 7. Juni 1932, nach der Wahl von Mohamed Ali al-Abed zum Präsidenten, wurde er zum Ministerpräsidenten ernannt und mit der Bildung einer Regierung beauftragt. Allerdings erntete seine Herrschaft, die bis zum 16. März 1934 andauerte, viel Kritik vom oppositionellen Nationalen Block.